# Psaume 147 (146-147)

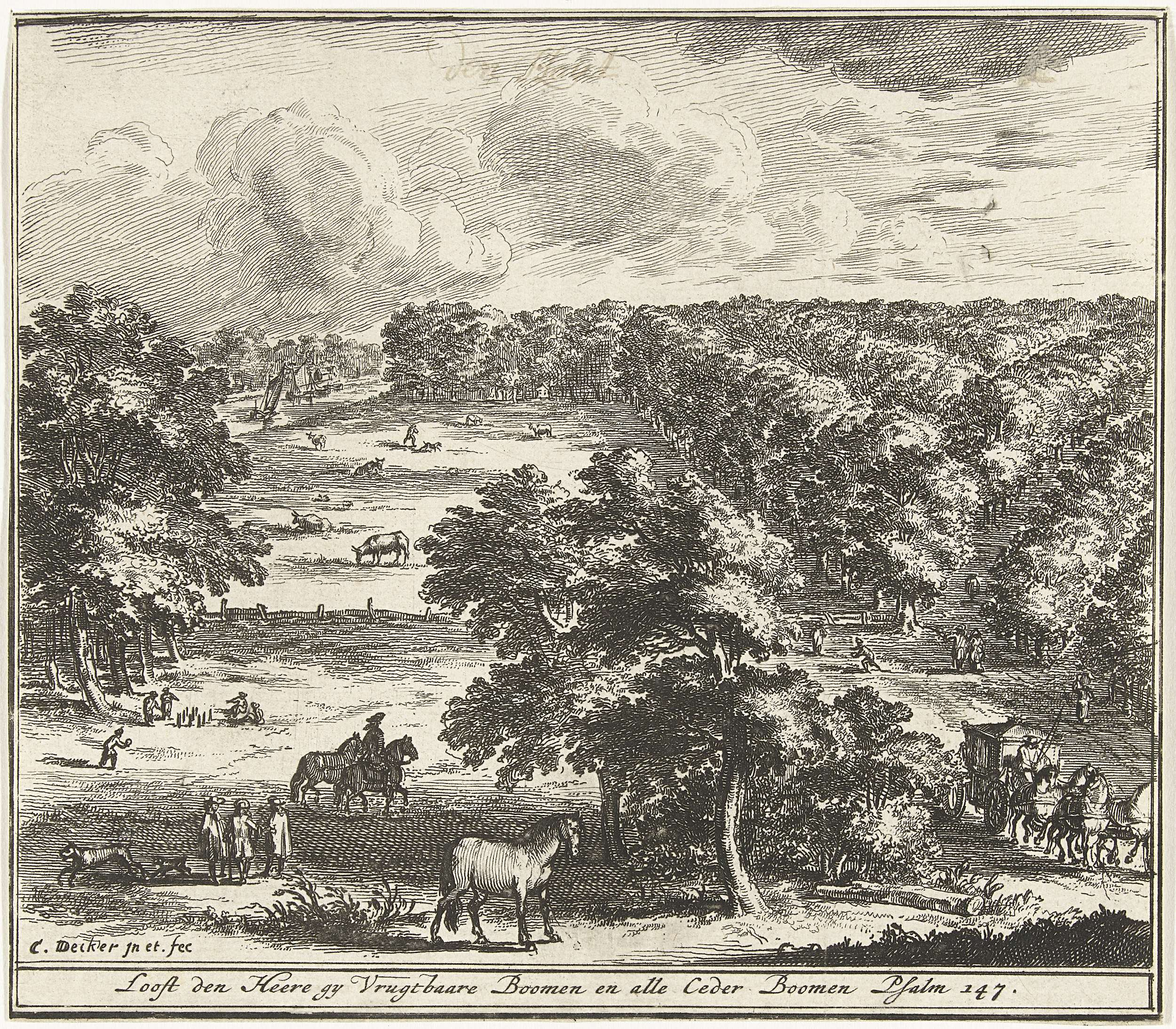
Un verset du psaume 147 en légende d'un paysage dessiné par Coenraet Decker en 1685.

Le psaume 147 est attribué à David. Il est parfois séparé en deux parties qui ont chacune une unité de sens : les verset 1 à 11 d’une part, et à partir du verset 12 d’autre part.

## Texte
| verset | original hébreu                                     | traduction française de Louis Segond                                                                                      | Vulgate latine |
| ------ | --------------------------------------------------- | --- | --- |
| 1      | הַלְלוּ-יָהּ:כִּי-טוֹב, זַמְּרָה אֱלֹהֵינוּ-- כִּי-נָעִים, נָאוָה תְהִלָּה    | Louez l’Éternel ! Car il est beau de célébrer notre Dieu, car il est doux, il est bienséant de le louer.                  | [Alleluia Aggei et Zacchariae.] Laudate Dominum quoniam bonus est psalmus ; Deo nostro sit jucunda decoraque laudatio |
| 2      | בּוֹנֵה יְרוּשָׁלִַם יְהוָה; נִדְחֵי יִשְׂרָאֵל יְכַנֵּס                   | L’Éternel rebâtit Jérusalem, il rassemble les exilés d’Israël ;                                                           | Aedificans Hierusalem Dominus dispersiones Israel congregabit                                                         |
| 3      | הָרֹפֵא, לִשְׁבוּרֵי לֵב; וּמְחַבֵּשׁ, לְעַצְּבוֹתָם                     | Il guérit ceux qui ont le cœur brisé, et il panse leurs blessures.                                                        | Qui sanat contritos corde et alligat contritiones illorum                                                             |
| 4      | מוֹנֶה מִסְפָּר, לַכּוֹכָבִים; לְכֻלָּם, שֵׁמוֹת יִקְרָא                 | Il compte le nombre des étoiles, il leur donne à toutes des noms.                                                         | Qui numerat multitudinem stellarum et omnibus eis nomina vocans                                                       |
| 5      | גָּדוֹל אֲדוֹנֵינוּ וְרַב-כֹּחַ; לִתְבוּנָתוֹ, אֵין מִסְפָּר              | Notre Seigneur est grand, puissant par sa force, son intelligence n’a point de limite.                                    | Magnus Dominus noster et magna virtus eius et sapientiae eius non est numerus                                         |
| 6      | מְעוֹדֵד עֲנָוִים יְהוָה; מַשְׁפִּיל רְשָׁעִים עֲדֵי-אָרֶץ               | L’Éternel soutient les malheureux, il abaisse les méchants jusqu’à terre.                                                 | Suscipiens mansuetos Dominus humilians autem peccatores usque ad terram                                               |
| 7      | עֱנוּ לַיהוָה בְּתוֹדָה; זַמְּרוּ לֵאלֹהֵינוּ בְכִנּוֹר                 | Chantez à l’Éternel avec actions de grâces, célébrez notre Dieu avec la harpe !                                           | Praecinite Domino in confessione psallite Deo nostro in cithara                                                       |
| 8      | הַמְכַסֶּה שָׁמַיִם, בְּעָבִים-- הַמֵּכִין לָאָרֶץ מָטָר;הַמַּצְמִיחַ הָרִים חָצִיר | Il couvre les cieux de nuages, il prépare la pluie pour la terre ; il fait germer l’herbe sur les montagnes.              | Qui operit caelum nubibus et parat terrae pluviam qui producit in montibus faenum et herbam servituti hominum         |
| 9      | נוֹתֵן לִבְהֵמָה לַחְמָהּ; לִבְנֵי עֹרֵב, אֲשֶׁר יִקְרָאוּ                | Il donne la nourriture au bétail, aux petits du corbeau quand ils crient,                                                 | Et dat iumentis escam ipsorum et pullis corvorum invocantibus eum                                                     |
| 10     | לֹא בִגְבוּרַת הַסּוּס יֶחְפָּץ; לֹא-בְשׁוֹקֵי הָאִישׁ יִרְצֶה             | ce n’est pas dans la vigueur du cheval qu’il se complaît, ce n’est pas dans les jambes de l’homme qu’il met son plaisir ; | Non in fortitudine equi voluntatem habebit nec in tibiis viri beneplacitum erit ei                                    |
| 11     | רוֹצֶה יְהוָה, אֶת-יְרֵאָיו-- אֶת-הַמְיַחֲלִים לְחַסְדּוֹ              | L’Éternel aime ceux qui le craignent, ceux qui espèrent en sa bonté.                                                      | Beneplacitum est Domino super timentes eum et in eis qui sperant super misericordia eius                              |
| 12     | שַׁבְּחִי יְרוּשָׁלִַם, אֶת-יְהוָה; הַלְלִי אֱלֹהַיִךְ צִיּוֹן               | Jérusalem, célèbre l’Éternel ! Sion, loue ton Dieu !                                                                      | Alleluia. lauda Hierusalem Dominum lauda Deum tuum Sion                                                               |
| 13     | כִּי-חִזַּק, בְּרִיחֵי שְׁעָרָיִךְ; בֵּרַךְ בָּנַיִךְ בְּקִרְבֵּךְ                 | Car il affermit les barres de tes portes, il bénit tes fils au milieu de toi ;                                            | Quoniam confortavit seras portarum tuarum benedixit filiis tuis in te                                                 |
| 14     | הַשָּׂם-גְּבוּלֵךְ שָׁלוֹם; חֵלֶב חִטִּים, יַשְׂבִּיעֵךְ                    | il rend la paix à ton territoire, il te rassasie du meilleur froment.                                                     | Qui posuit fines tuos pacem et adipe frumenti satiat te                                                               |
| 15     | הַשֹּׁלֵחַ אִמְרָתוֹ אָרֶץ; עַד-מְהֵרָה, יָרוּץ דְּבָרוֹ                  | Il envoie ses ordres sur la terre : sa parole court avec vitesse                                                          | Qui emittit eloquium suum terrae velociter currit sermo eius                                                          |
| 16     | הַנֹּתֵן שֶׁלֶג כַּצָּמֶר; כְּפוֹר, כָּאֵפֶר יְפַזֵּר                      | il donne la neige comme de la laine, il répand la gelée blanche comme de la cendre ;                                      | Qui dat nivem sicut lanam nebulam sicut cinerem spargit                                                               |
| 17     | מַשְׁלִיךְ קַרְחוֹ כְפִתִּים; לִפְנֵי קָרָתוֹ, מִי יַעֲמֹד                | il lance sa glace par morceaux ; qui peut résister devant son froid ?                                                     | Mittit cristallum suum sicut buccellas ante faciem frigoris eius quis sustinebit                                      |
| 18     | יִשְׁלַח דְּבָרוֹ וְיַמְסֵם; יַשֵּׁב רוּחוֹ, יִזְּלוּ-מָיִם                 | Il envoie sa parole, et il les fond ; il fait souffler son vent, et les eaux coulent.                                     | Emittet verbum suum et liquefaciet ea flabit spiritus eius et fluent aquae                                            |
| 19     | מַגִּיד דְּבָרָו לְיַעֲקֹב; חֻקָּיו וּמִשְׁפָּטָיו, לְיִשְׂרָאֵל               | Il révèle sa parole à Jacob, ses lois et ses ordonnances à Israël ;                                                       | Qui adnuntiat verbum suum Iacob iustitias et iudicia sua Israhel                                                      |
| 20     | לֹא עָשָׂה כֵן, לְכָל-גּוֹי-- וּמִשְׁפָּטִים בַּל-יְדָעוּם:הַלְלוּ-יָהּ       | il n’a pas agi de même pour toutes les nations, et elles ne connaissent point ses ordonnances. Louez l’Éternel !          | Non fecit taliter omni nationi et iudicia sua non manifestavit eis                                                    |

## Usages liturgiques

### Dans le judaïsme
Le psaume 147 est récité intégralement à l’occasion de Zemirot. Dans certaines traditions, il est aussi récité à Sim'hat Torah, la fête de la joie de la Torah.

### Dans le christianisme

#### Chez les catholiques
Depuis le haut Moyen Âge, ce psaume était récité ou chanté lors de l'office de vêpres du samedi, d'après la règle de saint Benoît fixée vers 530. À cette époque-là, il s'agissait de deux psaumes séparés, à savoir psaumes 146 et 147,.
Dans la liturgie des Heures actuelle, le psaume 147 est récité ou chanté aux laudes, les vendredis de la deuxième et quatrième semaines. Dans la liturgie de la messe, il est lu le 5e diimanche du temps ordinaire de l’année B.

## Mise en musique
Le Psaume 147 a inspiré de nombreux compositeurs de toutes les époques. En 1610, Monteverdi publia ses Vêpres à la Vierge, œuvre dans laquelle il met en musique pour un chœur à sept voix et continuo les versets 12 à 20. Les mêmes versets servirent à Michel-Richard de Lalande pour son « Lauda Jerusalem Dominum », destiné à la célébration de la messe quotidienne pour le roi Louis XIV au château de Versailles. Henry Desmarest, contemporain de Michel-Richard de Lalande, a écrit un grand motet sur ce psaume. Marc-Antoine Charpentier a composé trois "Lauda Jerusalem Dominum", H.158 vers 1670, H.191 vers 1684 et H.210 vers 1690. Antonio Vivaldi a également composé une œuvre sur ce psaume (RV 609), sur une partition pour deux chœurs et deux solistes sopranos. Théodore Decker en a tiré le plus célèbre de ses hymnes, sous le titre Lauda Jerusalem.
Dans la période romantique, Anton Bruckner utilise les versets 1 à 11 du psaume 147 pour son Psaume 146 dans les années 1850.
Plus près de nous, en 1996, Krzysztof Penderecki utilisa les versets 12 à 14 dans sa Symphonie nº 7 « Les Sept portes de Jérusalem » (5e porte).